# قناة جاكرتا للفيضانات

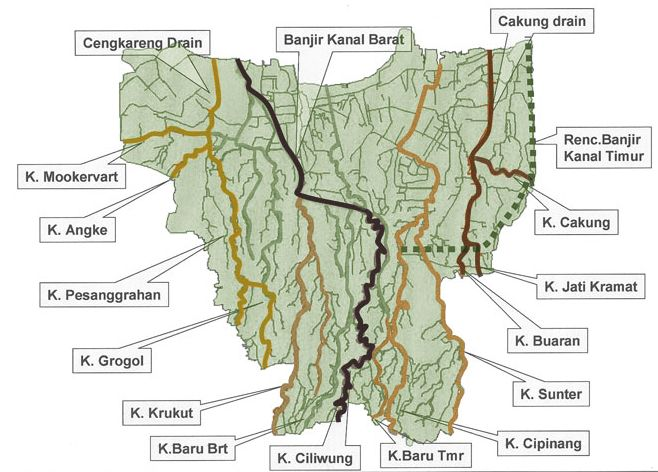
قنوات الفيضان في خريطة الأنهار وقناتا جاكرتا (2012)

قناة جاكرتا للفيضانات تشير إلى قناتين تعملان على تحويل الفيضانات من الأنهار حول جاكرتا بدلاً من المرور عبر المدينة. تم تصميم أول قناة للتحكم في الفيضانات من قبل هندريك فان برين مهندس في الأشغال العامة المدنية (الآن وزارة الأشغال العامة)، بعد أن ضرب فيضان كبير المدينة في 13 فبراير 1918م.

## القناة الغربية والشرقية
بمساعدة المستشارين الهندسيين الهولنديين تم نشر «الخطة الرئيسية للصرف والسيطرة على الفيضانات في جاكرتا» في ديسمبر 1973. وفقًا لهذه الخطة ستتمحور السيطرة على الفيضانات في جاكرتا حول قناتين تطوقان المدينة.
تعمل القنوات على تحويل المياه المتدفقة من الجنوب حول المدينة إلى البحر. تُعرف هذه القنوات باسم قناة الفيضان الشرقي وقناة الفيضان الغربي. وتشمل التدابير الأخرى للسيطرة على الفيضانات في جاكرتا الخزانات والمضخات في المناطق الواقعة تحت مستوى سطح البحر. تم بناء هذا النظام عام 1983.

### قناة الفيضان الغربي
ميزت قناة الفيضان الغربي الحد الجنوبي لمنطقة مينتينج السكنية. تم تضمين قناة الفيضان في خطة مدينة باتافيا لعام 1918 وتم بناؤها في عام 1919. تمتد من باب الفيضان في مانغاراي إلى البحر في موارا أنكي. يقع باب فيضان آخر فيكاريت. هناك لوحة برونزية لا تزال موجودة على ممر مانجاراي المائي تكرم فان برين وتخلد ذكرى أول استخدام للقناة في تحويل فيضان عام 1919.
في الخطة الرئيسية لعام 1973، تم التخطيط لنظام من القنوات لخفض تدفق المياه في غرب جاكرتا. كان هذا استمرارًا لقناة فان برين وسيعرف لاحقًا باسم قناة الفيضان الغربي. تأخر البناء بسبب مشاكل في تطهير المنطقة المكتظة بالسكان. بعد الفيضانات في يناير 1979 قامت الحكومة المركزية وحكومة مقاطعة جاكرتا بمراجعة خطة قناة الفيضان الغربي من خلال بناء نظام تصريف سينغكارينغ.

### قناة الفيضان الشرقي
تتدفق قناة الفيضان الشرقي البالغ طولها 23.6 كم من شرق جاكرتا إلى شمال جاكرتا. يتراوح عرض القناة من 100 إلى 300 متر. بدأ البناء في 22 يونيو 2002، ولكن تم تأجيله بسبب مشاكل في تطهير المنطقة. تم التخطيط لقناة الفيضان الشرقي لتحويل نهر سيليوانج ونهر سيبينانج ونهر سونتر ونهر بواران ونهر جاتي كرامات ونهر كاكونج.
خلال فيضان جاكرتا لعام 2013 كانت قناة الفيضان الشرقي لا تزال غير متصلة بنهر سيليوونغ. تخطط الحكومة لربط الاثنين عبر نفق.